# Саут-Лебанон (Орегон)
Саут-Лебанон (англ. South Lebanon) — переписна місцевість (CDP) в США, в окрузі Линн штату Орегон. Населення — 1228 осіб (2020).

## Географія
Саут-Лебанон розташований за координатами 44°30′17″ пн. ш. 122°53′35″ зх. д. / 44.50472° пн. ш. 122.89306° зх. д. (44.504745, -122.893188).  За даними Бюро перепису населення США в 2010 році переписна місцевість мала площу 2,70 км², уся площа — суходіл. В 2017 році площа становила 3,07 км², уся площа — суходіл.

## Демографія
Згідно з переписом 2010 року, у переписній місцевості мешкало 1005 осіб у 397 домогосподарствах у складі 282 родин. Густота населення становила 373 особи/км².  Було 427 помешкань (158/км²).
Расовий склад населення:
| - 94,3 % — білих - 1,1 % — корінних американців - 0,4 % — азіатів - 0,2 % — чорних або афроамериканців - 1,7 % — осіб інших рас |

До двох чи більше рас належало 2,3 %. Частка іспаномовних становила 3,6 % від усіх жителів.
За віковим діапазоном населення розподілялося таким чином: 21,5 % — особи молодші 18 років, 58,9 % — особи у віці 18—64 років, 19,6 % — особи у віці 65 років та старші. Медіана віку мешканця становила 44,4 року. На 100 осіб жіночої статі у переписній місцевості припадало 99,8 чоловіків;  на 100 жінок у віці від 18 років та старших — 98,7 чоловіків також старших 18 років.
Середній дохід на одне домашнє господарство  становив 50 761 долар США (медіана — 44 741), а середній дохід на одну сім'ю — 61 745 доларів (медіана — 64 844). За межею бідності перебувало 19,0 % осіб, у тому числі 16,9 % дітей у віці до 18 років та 0,0 % осіб у віці 65 років та старших.
Цивільне працевлаштоване населення становило 366 осіб. Основні галузі зайнятості: роздрібна торгівля — 30,6 %, виробництво — 24,9 %, транспорт — 11,2 %, освіта, охорона здоров'я та соціальна допомога — 8,5 %.